# Vincenzo Sospiri
Vincenzo Sospiri, né le 7 octobre 1966 à Forlì (Émilie-Romagne), est un ancien pilote automobile italien.

## Biographie
Vincenzo Sospiri commence sa carrière en sport automobile en 1988, dans le championnat britannique de Formule Ford. Il remporte le prestigieux Formula Ford Festival de Brands Hatch. Après un passage par le championnat britannique de Formule 3 en 1989, il redescend avec succès en 1990 en Formule Lotus-Opel, puisqu'il remporte le championnat britannique et termine deuxième du championnat européen. Sospiri accède au championnat international de Formule 3000 en 1991, avant d'effectuer un nouveau pas en arrière et de disputer en 1992 le championnat d'Italie de Formule 3. Il revient à la Formule 3000 en 1993, et après une progression constante, finit par décrocher le titre en 1995.
Acquis au bout de sa quatrième saison de présence dans la discipline, le titre de Sospiri n'impressionne que moyennement les observateurs. Pour la saison 1996, il parvient tout de même à décrocher un volant de pilote essayeur en Formule 1 au sein de l'écurie Benetton-Renault, championne du monde en titre.
Sa première chance de piloter en Grand Prix, il l'obtient en 1997, avec sa titularisation au sein de la nouvelle et ambitieuse écurie Lola Mastercard. Mais le projet Lola s'avère rapidement être à la limite du professionnalisme: à Melbourne, pour le premier Grand Prix de la saison, Sospiri et son coéquipier Ricardo Rosset tournent près de dix secondes moins vite que les plus lents de leurs adversaires. Logiquement, ils ne parviennent pas à se qualifier, n'ayant pas réussi à passer sous la barre fatidique des 107 % du temps du poleman Jacques Villeneuve. Ne souhaitant pas se compromettre plus longtemps dans ce qui s'annonce comme le gag de l'année, Mastercard se retire immédiatement du projet, et l'écurie, couverte de dettes, doit déclarer forfait à la veille de l'épreuve suivante au Brésil. On ne reverra plus les Lola, et pour Sospiri, c'est déjà la fin de sa brève carrière en Formule 1.

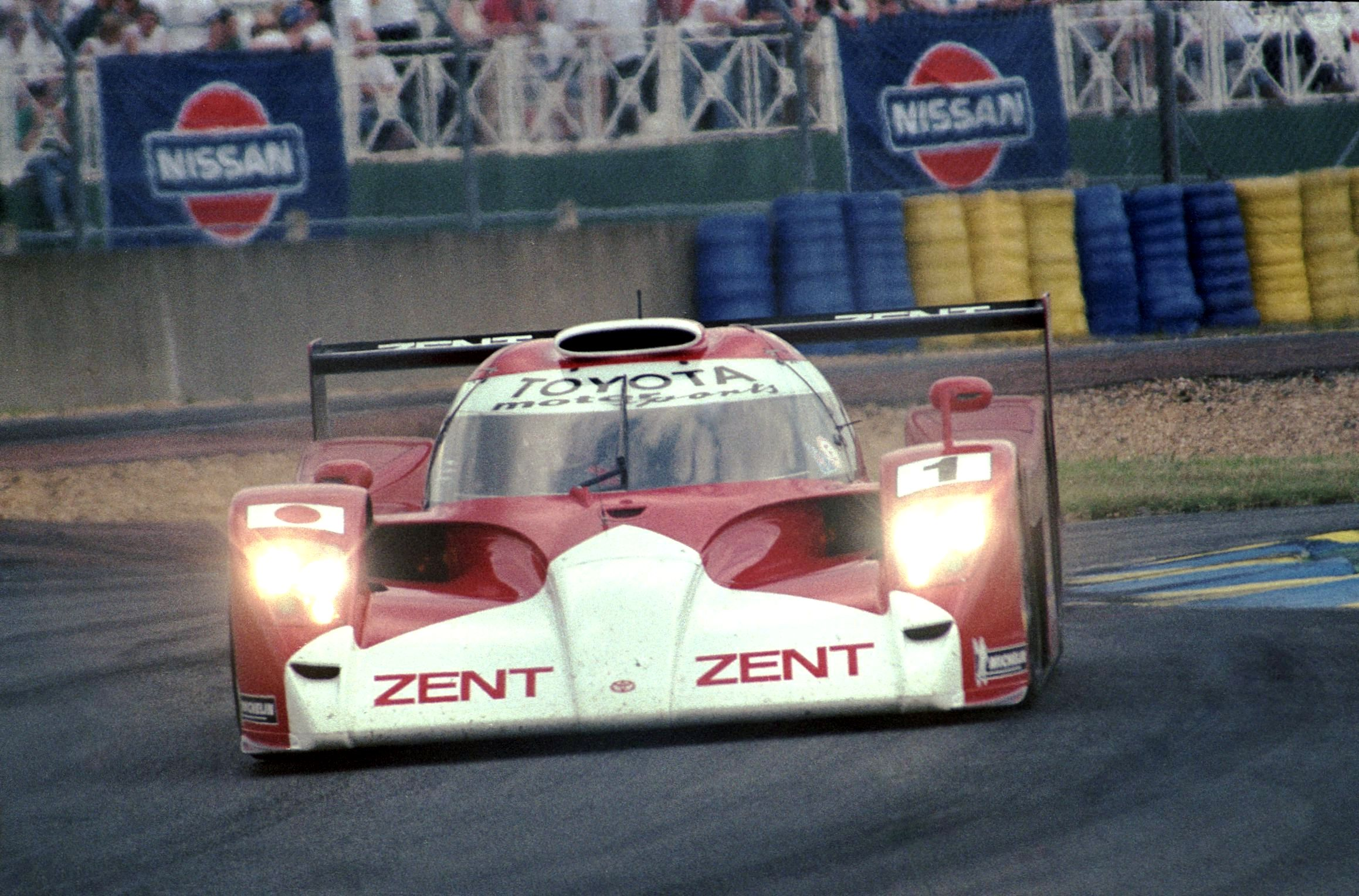
Toyota GT-One de Martin Brundle, Emmanuel Collard et Vincenzo Sospiri lors des 24 heures du Mans 1999.

Peu après le fiasco Lola, Sospiri tente de faire rebondir sa carrière dans le tout nouveau championnat IRL aux États-Unis. Mais quelques jolis coups d'éclat (dont une qualification en première ligne lors des 500 Miles d'Indianapolis, une première pour un débutant étranger depuis Teo Fabi en 1983, et une deuxième place à Loudon (en)) ne lui permettent pas de s'installer dans la discipline. En 1998, il retourne en Europe pour y disputer le championnat international de sport-protos (l'International Sport Racing Series) avec le JB Racing. Le succès est cette fois au rendez-vous puisqu'en équipage avec Emmanuel Collard sur une Ferrari 333 SP, il remporte le titre deux années de suite.
Sospiri a pris sa retraite sportive à l'issue de la saison 2001.

## Palmarès
- Vainqueur du Formula Ford Festival en 1988
- Champion de Grande-Bretagne de Formule Lotus-Vauxhall en 1990
- Champion de Formule 3000 en 1995
- Vainqueur du championnat international de sport-prototype en 1998 et 1999 (avec Emmanuel Collard)

## Résultats en championnat du monde de Formule 1
| Saison | Écurie                  | Châssis | Moteur      | Pneus       | GP disputés | Points inscrits | Classement |
| ------ | ----------------------- | ------- | ----------- | ----------- | ----------- | --------------- | ---------- |
| 1997   | Mastercard Lola F1 Team | T97/30  | Cosworth V8 | Bridgestone | 0           | 0               | n.c.       |